# Pfalz (region)
Den här artikeln handlar om regionen "Pfalz". För vinregionen (Weinbaugebiet) med samma namn, se Pfalz (vinregion)

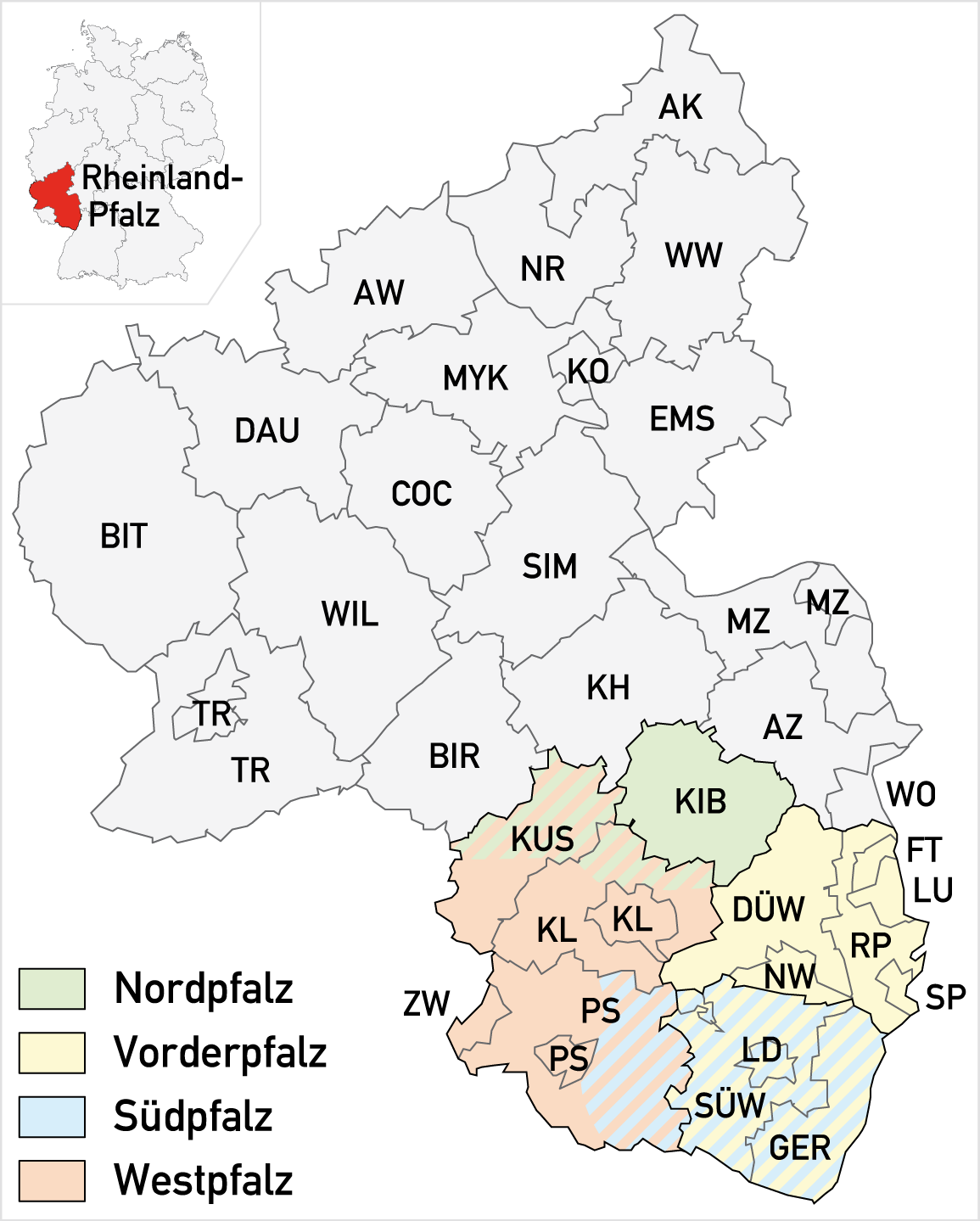
Karta över Rheinland-Pfalz. Områden som tillhör Pfalz är färgat.

Pfalz är en region i sydvästra Tyskland och ligger i den södra delen av delstaten Rheinland-Pfalz. Regionen har cirka 1,4 miljoner invånare av delstatens cirka 4,2 millioner (december 2022).
Pfalz består av två huvuddelar, dels det skogklädda fjällområdet Pfälzer Wald i väst med högsta punkt vid Kalmit (684 meter över havet), dels det cirka 25 kilometer breda slättlandet vid Rhen i öster. Den största delen av Pfälzer Wald är naturpark. Vid foten av Haardt, fjällryggen som skiljer de två delarna, går vägen Deutsche Weinstrasse genom Tysklands største vindistrikt som är en betydande turistmagnet.
Även köket i Pfalz med sina säregna specialiteter som grismage är populärt.
Här finns stor produktion av frukt och grönsaker. I övrigt är näringslivet starkt varierat, med den kemiska industrin i Ludwigshafen som mest dominerande.